# Grzegorz Rosoliński
Grzegorz Rosoliński (ur. 21 maja 1972 w Nowej Rudzie) – polski kolarz szosowy, reprezentant Polski, medalista mistrzostw Polski.

## Życiorys
W 1990 został brązowym medalistą mistrzostw świata juniorów w wyścigu drużynowym na 75 km. W reprezentacji Polski startował w mistrzostwach świata seniorów w 1993, gdzie zajął 9. miejsce w wyścigu drużynowym na 100 km, a szosowego wyścigu indywidualnego nie ukończył.
Jego największymi sukcesami w karierze było zwycięstwo w Małopolskim Wyścigu Górskim w 2000 oraz dwukrotnie wicemistrzostwo Polski w indywidualnym wyścigu szosowym ze startu wspólnego (1995, 1997). Trzykrotnie startował w Wyścigu Pokoju (1993 - w barwach reprezentacji Polski - nie ukończył, w 1997 – 24 m., w 2001 – 20 m.). Kilkukrotnie startował bez większych sukcesów w Tour de Pologne.
Był zawodnikiem Legii Warszawa, a od 1997 zawodowych grup Mróz (1997-1998), Servisco (2000), CCC Mat (2001), Weltour Katowice (2002), Servisco-Koop (2003), DHL - Author (2004). Po rocznej przerwie zakończył karierę w 2006 w barwach Weltouru Łazy.